# Scleropithus glaphyrochalyps
Scleropithus glaphyrochalyps är en tvåvingeart som beskrevs av Munro 1939. Scleropithus glaphyrochalyps ingår i släktet Scleropithus och familjen borrflugor. Inga underarter finns listade i Catalogue of Life.